# Francisco Montejo Xiu
Francisco Montejo Xiu († nach 1557) war ein Mayafürst aus dem Geschlecht der Tutul Xiu, der letzte Halach Huinik von Maní und Verbündeter von Francisco de Montejo y León, dem Sohn des Conquistadors Francisco de Montejo.

## Leben
Francisco Montejo Xiu war Angehöriger der Herrscherfamilie der Xiu. Sein Vater war Ah Çiyah Xiu († 1536), Gouverneur von Yacaman. Dieser war einer der 1536 von den Cocom getöteten Pilger nach Chichén Itzá. Francisco Montejo Xiu, der bis zu seiner Taufe den Namen Ah Kukil Xiu trug, koalierte 1542 mit Francisco de Montejo y León, der wohl auch sein Taufpate war. Als Herrscher über eine der größten und einflussreichsten Jurisdiktionen der Maya in Yucatán trug er wesentlich zum Erfolg der dortigen Conquista bei. Gleichzeitig konnte er so für seine Familie die Anerkennung des Adels und den Fortbestand seiner sozialen und ökonomischen Vormachtstellung sichern. Er und die Seinen führten fortan den Titel Don. Zwischen dem 25. Dezember 1557 und dem 6. Januar 1558 nahm Alonso Ortiz de Argueta, der spanische Statthalter in Yucatán, anlässlich der Thronbesteigung Philipps II. von Spanien die Huldigungen auch von Francisco Montejo Xiu aus Maní als Repräsentant seiner Familie entgegen. Francisco Montejo Xiu war mit einer entfernten Verwandten, Doña María Xiu, Tochter des Don Juan Xiu aus Calotmul vermählt, hatte jedoch keine eigenen Kinder. Ihm folgte daher sein Neffe, Don Francisco Xiu, als Familienprimus nach.